# Mountain Stage
Mountain Stage – nieistniejąca stacja kolejowa na linii kolejowej Farranfore – Valentia Harbour w Glenbeigh w hrabstwie Kerry w Irlandii. Została otwarta 12 września 1893 i zamknięta 1 lutego 1960.
Stacja Mountain Stage była typową mijanką z rozgałęzieniem toru na dwa, jedną krawędzią peronową oraz prostym budynkiem stacyjnym.